# Lee Young-ae
Lee Young-ae (en hangul, 이영애; Seúl, Corea del Sur, 31 de enero de 1971) es una actriz surcoreana, conocida por sus papeles en la serie de televisión Una joya en el palacio (2003) y en el largometraje Sympathy for Lady Vengeance (2005).

## Vida personal
Lee Young-ae se graduó del Departamento de Lengua y Literatura Alemanas en la Universidad de Hanyang y completó su maestría en la Escuela de Teatro y Cine de la Universidad de Chung-Ang. En 2009 se matriculó en el Departamento de Teatro y Cine de la Universidad de Hanyang, donde entró en el programa de doctorado.
El 24 de agosto de 2009 se casó en Estados Unidos con el empresario estadounidense de ascendencia coreana Jeong Ho-young. Dos años más tarde dio a luz dos mellizos, un hijo y una hija. En los años sucesivos, hasta 2017, interrumpió su carrera artística para dedicarse a la crianza de sus hijos.

## Carrera

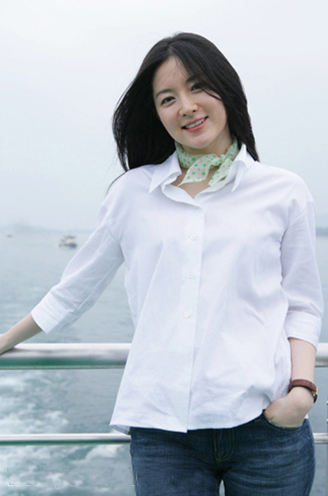
La actriz surcoreana Lee Young-ae en un paseo por el lago Qiandao en China en 2006.

Lee Young Ae hizo su debut como modelo de televisión en 1990 en un anuncio de chocolate. Durante los años sucesivos rodó gran cantidad de anuncios para televisión y su continua presencia en este medio le ganó el apodo de «una mujer como el oxígeno». Su debut oficial fue en 1993 en la película How's Your Husband?
Young-ae saltó a la fama en Corea del Sur después de protagonizar el drama Una Joya en el Palacio. Debido al éxito que alcanzó la serie, fue transmitida en el extranjero a partir del 2004, y se convirtió excepcionalmente popular en diversos países, incluyendo China, Taiwán, Hong Kong, Singapur y Japón. En 2005, casi la mitad de la población de Hong Kong vio el final del drama, y en China cientos de millones de espectadores vieron el drama a pesar de que se transmitió por la noche. También se convirtió en una celebridad en otros países como Arabia Saudita, Irán, Tanzania, Turquía y Hungría.
Le concedieron el Premios del Cine Dragón Azul a la mejor actriz y en 2006 el Premios Baeksang de Arte por su actuación en la película Sympathy for Lady Vengeance.
Debido a su éxito, Lee Young-ae ha sido invitada a visitar los países anteriormente mencionados. En 2006, por primera vez en 12 años la NHK tuvo que utilizar su sala principal para recibir a Lee Young Ae debido a su popularidad. También fue invitada al Festival de esculturas de hielo y nieve de Harbin del 2007 en China.
En su autobiografía de 2006 La promesa de Young-Ae, recordó cómo se convirtió en una actriz. Ella entró por primera vez del espectáculo después de trabajar con Andy Lau en 1991 en un comercial de chocolate. En 1995 tomó la decisión de ir a la universidad para aprender la teoría de la actuación. Desde entonces ha desafiado diversos tipos de papeles de actuación, como en Dae Jang Geum y más tarde un papel muy diferente en Sympathy for Lady Vengeance.
En 2007 recibió la Medalla al Mérito de la Cultura por su contribución a la Ola Coreana del gobierno de Corea del Sur.
Tuvo un importante contrato en 2006 y 2007 estuvo con LG Corp., un gran conglomerado de Corea del Sur. Ella se convirtió en el vocero de Pan-Asian para todos los productos de LG Electronics.
El 27 de noviembre de 2019 se estrenó en Corea del Sur la película Bring Me Home, protagonizada por Lee Young-ae con el personaje de Jung Yeon, una mujer que busca a su hijo desaparecido seis años atrás. Se trata de su vuelta al cine tras catorce años de ausencia.

## Filmografía

### Televisión
| Año     | Título                    | Hangul                  | Papel                       | Canal         | Ref.                 |
| ------- | ------------------------- | ----------------------- | --------------------------- | ------------- | -------------------- |
| 1993    | How's Your Husband?       | 댁의 남편은 어떠십니까? | Do Do-hee                   | SBS           |                      |
| 1994    | Dash                      | 질주                    |                             | SBS           |                      |
| 1995    | Love and Marriage         | 사랑과 결혼             | Oh Eun-ji                   | MBC           | [ 7 ]                |
| 1995    | West Palace               | 서궁                    | Kim Gae-shi / Gae-Ttong     | KBS           | [ 3 ]                |
| 1995    | Asphalt Man               | 아스팔트 사나이         | Dong-hee                    | SBS           | [ 8 ]                |
| 1996    | Papa                      | 파파                    | Han Sae-young               | KBS           |                      |
| 1996    | Their Embrace             | 그들의 포옹             | Kim Seung-hye               | MBC           |                      |
| 1996    | Sibling Relations         | 동기간                  |                             | MBC           |                      |
| 1997    | Medical Brothers          | 의가형제                | Cha Min-ju                  | MBC           |                      |
| 1997    | The Reason I Live         | 내가 사는 이유          | Ae-suk                      | MBC           | [ 9 ]                |
| 1997    | Because I Love You        | 사랑하니까              | Eo Yu-na                    | SBS           |                      |
| 1998    | Romance                   | 로맨스                  |                             | SBS           |                      |
| 1998    | Advocate                  | 애드버킷                |                             | MBC           |                      |
| 1999    | Enbireyong                | 은비령                  |                             | KBS           |                      |
| 1999    | Invitation                | 초대                    | Choi Young-joo              | KBS           |                      |
| 1999    | The Wave                  | 파도                    |                             | SBS           |                      |
| 2000    | Fireworks                 | 불꽃                    | Kim Ji-hyun                 | SBS           | [ 3 ]                |
| 2003    | Una joya en el Palacio    | 대장금                  | Seo Jang-geum               | MBC           | [ 4 ]                |
| 2017    | Saimdang, diario de luz   | 사임당, 빛의 일기       | Shin Saimdang / Seo Ji-yoon | SBS           | [ 10 ] [ 11 ]        |
| 2018    | My ID is Gangnam Beauty   | 내 아이디는 강남미인    | Ella misma (cameo, ep.1)    | JTBC          | [ 12 ]               |
| 2021    | Model Taxi                | 모범택시                | Cameo                       | SBS           |                      |
| 2021    | Inspector Koo             | 구경이                  | Koo Kyung-yi                | JTBC, Netflix | [ 13 ] [ 14 ] [ 15 ] |
| 2023-24 | Maestra: Strings of Truth | 마에스트라              | Cha Se-eum                  | tvN           | [ 16 ] [ 17 ]        |

### Cine
| Año  | Título                      | Hangul           | Personaje           | Ref.          |
| ---- | --------------------------- | ---------------- | ------------------- | ------------- |
| 1997 | Insh'allah (I Will Do It)   | 인샬라           | Lee Hyang           |               |
| 1999 | First Kiss                  | 키스할까요       | Ella misma (cameo)  |               |
| 2000 | Área común de seguridad     | 공동경비구역 JSA | Maj. Sophie E. Jean | [ 18 ]        |
| 2001 | Last Present                | 선물             | Jung-yun            | [ 19 ] [ 20 ] |
| 2001 | One Fine Spring Day         | 봄날은 간다      | Eun-su              | [ 21 ]        |
| 2005 | Sympathy for Lady Vengeance | 친절한 금자씨    | Lee Geum-ja         | [ 22 ]        |
| 2019 | Bring Me Home               | 나를 찾아줘      | Jung Yeon           | [ 23 ] [ 24 ] |

### Programas de televisión
| Año  | Título                               | Papel     | Canal | Notas | Ref.   |
| ---- | ------------------------------------ | --------- | ----- | --- | ------ |
| 2022 | Docu Prime - Children's Human Rights | Narradora | EBS   | Seis episodios. Documental sobre los derechos del niño en Corea con ocasión del centenario del Día del Niño. | [ 25 ] |

## Premios
| Año  | Premio                                      | Categoría                                                        | Papel                              | Resultado | Ref.   |
| ---- | ------------------------------------------- | ---------------------------------------------------------------- | ---------------------------------- | --------- | ------ |
| 1994 | SBS Drama Awards                            | Mejor actriz revelación                                          | How's Your Husband?                | Ganadora  |        |
| 1995 | KBS Drama Awards                            | Premio a la popularidad                                          | West Palace                        | Ganadora  |        |
| 1996 | MBC Drama Awards                            | Premio a la excelencia, actriz                                   | Their Embrace, Sibling Relations   | Nominada  |        |
| 1997 | MBC Drama Awards                            | Premio a la excelencia, actriz                                   | The Reason I Live                  | Ganadora  |        |
| 1998 | SBS Drama Awards                            | Premio a la gran excelencia, actriz                              | Romance                            | Ganadora  |        |
| 1999 | KBS Drama Awards                            | Premio a la excelencia, actriz                                   | Invitation                         | Nominada  |        |
| 1999 | KBS Drama Awards                            | Premio a la popularidad                                          | Invitation                         | Ganadora  |        |
| 2000 | SBS Drama Awards                            | Premio Big Star                                                  | Fireworks                          | Ganadora  |        |
| 2000 | SBS Drama Awards                            | Premio a la gran excelencia, actriz                              | Fireworks                          | Nominada  |        |
| 2000 | 21st Blue Dragon Film Awards                | Mejor actriz protagonista                                        | Área común de seguridad            | Nominada  |        |
| 2001 | 37th Baeksang Arts Awards                   | Mejor actriz (cine)                                              | Área común de seguridad            | Nominada  |        |
| 2001 | 2nd Korea Movie & Music Awards              | Actriz más fotogénica                                            | Área común de seguridad            | Ganadora  |        |
| 2001 | 38th Grand Bell Awards                      | Mejor actriz                                                     | Last Present                       | Nominada  |        |
| 2001 | Cine 21 Movie Awards                        | Mejor actriz                                                     | One Fine Spring Day , Last Present | Ganadora  |        |
| 2001 | 2nd Busan Film Critics Awards               | Mejor actriz                                                     | One Fine Spring Day                | Ganadora  |        |
| 2001 | 22nd Blue Dragon Film Awards                | Mejor actriz protagonista                                        | One Fine Spring Day                | Nominada  |        |
| 2002 | 38th Baeksang Arts Awards                   | Mejor actriz (cine)                                              | One Fine Spring Day                | Nominada  |        |
| 2002 | 39th Grand Bell Awards                      | Mejor actriz                                                     | One Fine Spring Day                | Nominada  |        |
| 2002 | 25th Golden Cinema Film Festival            | Actriz más popular                                               | Last Present                       | Ganadora  |        |
| 2003 | MBC Drama Awards                            | Gran Premio (Daesang)                                            | Dae Jang Geum                      | Ganadora  |        |
| 2003 | MBC Drama Awards                            | Premio a la gran excelencia, actriz                              | Dae Jang Geum                      | Nominada  |        |
| 2004 | 40th Baeksang Arts Awards                   | Mejor actriz (televisión)                                        | Dae Jang Geum                      | Nominada  |        |
| 2004 | 2nd Andre Kim Best Star Awards              | Premio Estrella femenina                                         | —                                  | Ganadora  | [ 26 ] |
| 2005 | Hong Kong Government Broadcasting Award     | Hong Kong People's Choice                                        | —                                  | Ganadora  |        |
| 2005 | China Synsis Bao                            | Estrella extranjera más influyente                               | —                                  | Tercera   |        |
| 2005 | 26th Blue Dragon Film Awards                | Mejor actriz protagonista                                        | Sympathy for Lady Vengeance        | Ganadora  | [ 27 ] |
| 2005 | 4th Korean Film Awards                      | Mejor actriz                                                     | Sympathy for Lady Vengeance        | Nominada  |        |
| 2005 | 8th Director's Cut Awards                   | Mejor actriz                                                     | Sympathy for Lady Vengeance        | Ganadora  | [ 28 ] |
| 2005 | 38.º Festival de Cine de Sitges             | Mejor actriz                                                     | Sympathy for Lady Vengeance        | Ganadora  | [ 29 ] |
| 2005 | 13th Chunsa Film Art Awards                 | Mejor actriz                                                     | Sympathy for Lady Vengeance        | Nominada  |        |
| 2006 | 38th Cinemanila International Film Festival | Mejor actriz                                                     | Sympathy for Lady Vengeance        | Ganadora  | [ 30 ] |
| 2006 | 43rd Grand Bell Awards                      | Mejor actriz                                                     | Sympathy for Lady Vengeance        | Nominada  | [ 31 ] |
| 2006 | 43rd Grand Bell Awards                      | Premio a la popularidad Ola Coreana                              | Sympathy for Lady Vengeance        | Ganadora  | [ 31 ] |
| 2006 | 42nd Baeksang Arts Awards                   | Mejor actriz (cine)                                              | Sympathy for Lady Vengeance        | Ganadora  |        |
| 2007 | 15th Chunsa Film Festival                   | Korean Wave Contribution Award                                   | —                                  | Ganadora  |        |
| 2007 | 3rd Andre Kim Best Star Awards              | Gran Premio                                                      | —                                  | Ganadora  | [ 32 ] |
| 2007 | 1st Hallyu Awards                           | Premio Star (Drama)                                              | —                                  | Ganadora  | [ 33 ] |
| 2007 | 44th Korean Broadcasters Association Day    | Premio Actor                                                     | —                                  | Ganadora  |        |
| 2007 | Ministry of Culture, Sports and Tourism     | Medalla al Mérito Cultural                                       | —                                  | Ganadora  |        |
| 2009 | 5th Andre Kim Best Star Awards              | Premio Estrella femenina                                         | —                                  | Ganadora  |        |
| 2015 | 10th Seoul International Drama Awards       | Premio 10th Anniversary Hallyu Achievement                       | —                                  | Ganadora  | [ 34 ] |
| 2017 | 22nd Consumers Day                          | Premio Cultural Person                                           | Saimdang, diario de luz            | Ganadora  |        |
| 2017 | 2017 SBS Drama Awards                       | Premio a la gran excelencia, actriz en serie de miércoles-jueves | Saimdang, diario de luz            | Nominada  | [ 35 ] |
| 2020 | 25th Chunsa Film Art Awards                 | Mejor actriz                                                     | Bring Me Home                      | Ganadora  | [ 36 ] |
| 2020 | 29th Buil Film Awards                       | Mejor actriz                                                     | Bring Me Home                      | Nominada  | [ 37 ] |
| 2021 | Cine 21 Awards                              | Mejor actriz del año                                             | Inspector Koo                      | Ganadora  | [ 38 ] |
| 2022 | Bechdel Day 2022                            | Mejor actriz                                                     | Inspector Koo                      | Ganadora  | [ 39 ] |
| 2022 | National Brand Awards 2022                  | Premio Hallyu Achievement                                        | —                                  | Ganadora  | [ 40 ] |